# Saiga-12
Die Saiga-12 ist eine russische Selbstladeflinte.

## Technik

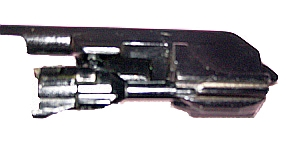
Drehkopfverschluss

Die Saiga-12 ist ein Gasdrucklader mit langem Gaskolben und Drehkopfverschluss, sie basiert auf dem Mechanismus des Kalaschnikow-Waffensystems. Der Verschluss wurde an die sehr viel voluminösere Flintenmunition angepasst. Zusätzlich wurde ein Druckregler eingebaut, um die Waffe an unterschiedliche Munitionssorten anpassen zu können. Patronen mit Flintenlaufgeschossen erzeugen einen höheren Druck als Schrotmunition. Dies muss berücksichtigt werden, um eine zuverlässige Funktion des Lademechanismus zu gewährleisten. Das Abzugsgewicht beträgt etwa 1,5–3,7 kg.

## Varianten
Die Saiga wurde als preisgünstige Jagdwaffe für den russischen Binnenmarkt und den Export konzipiert. Es stehen zivile Schäftungen sowie Magazine unterschiedlicher Kapazität zur Verfügung. Für Polizei und Militär existieren Varianten mit Schulterstütze und Montageschienen.
Saiga-12Grundvariante mit festem Holzkolben
Saiga-12SVariante mit Klappschaft
Saiga-12KVariante mit kurzem Lauf und Klappschaft, kann nur mit ausgeklapptem Schaft abgefeuert werden
Saiga-12S ЕХР-01Exportversion der 12K mit Montageschiene

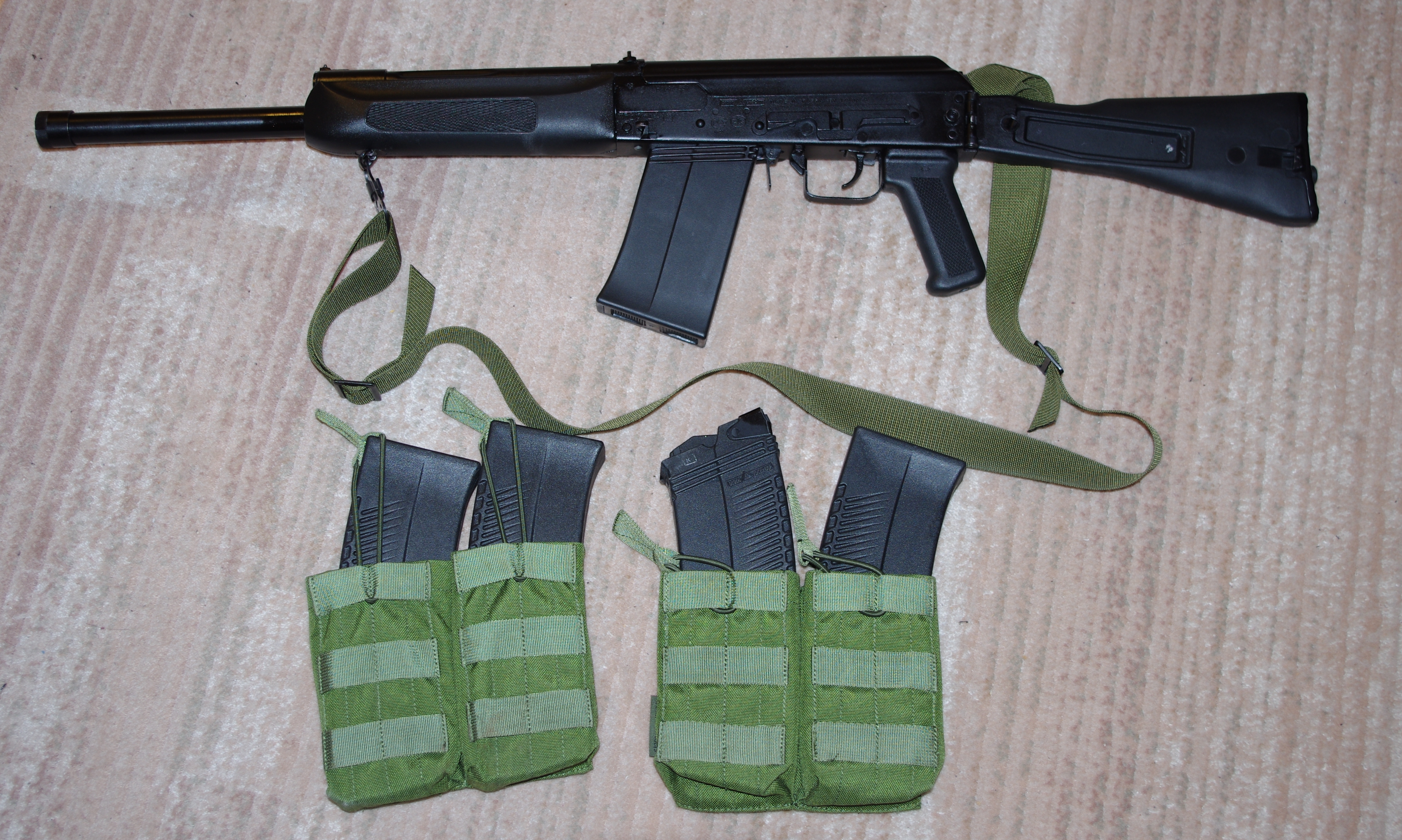
Saiga-12K
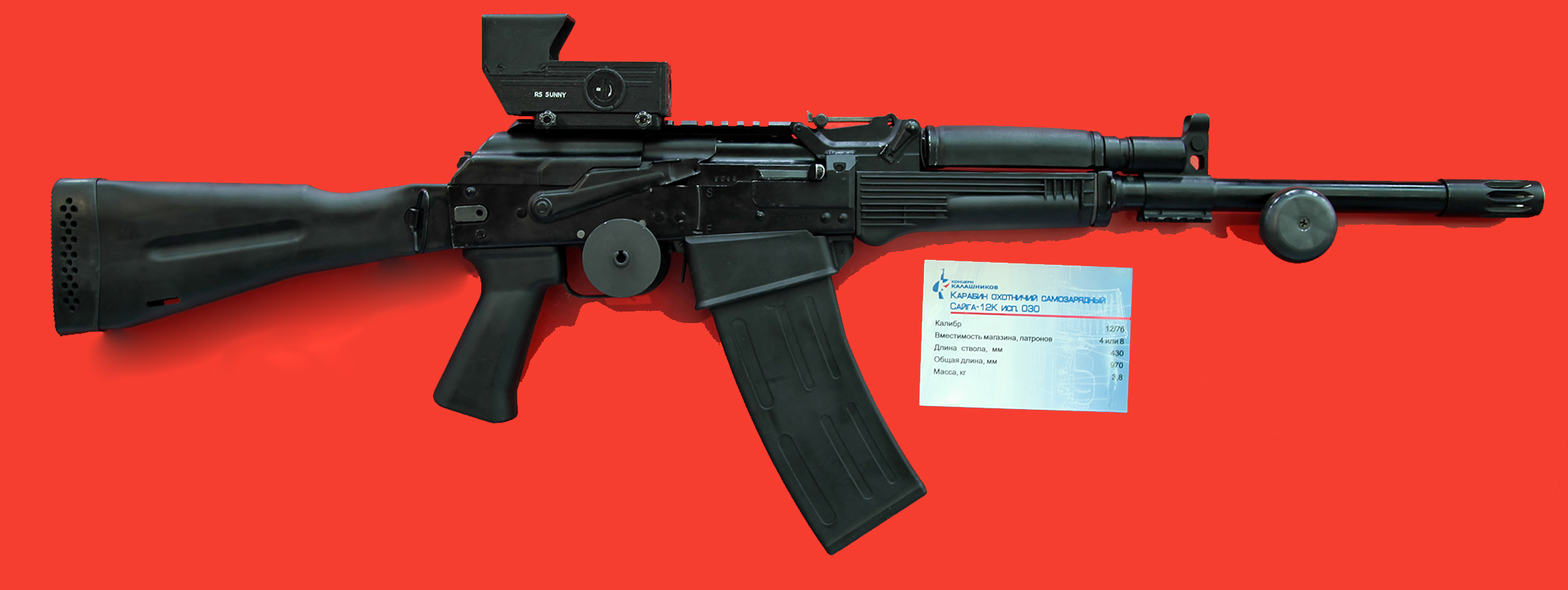
Saiga-12K (militärische Ausführung)

## Nutzer
- Russland[1]
- Ukraine[1]
- Frankreich[1]
- Venezuela[1]
- Belgien[1]
- Indien[1]
- Vereinigte Staaten – US Coast Guard[1]

## Rechtliches
Die Saiga 12 K und Saiga 12 C wurden sowohl mit als auch ohne klappbarem Schaft nicht als Kriegswaffen in Deutschland vom BKA eingestuft.